# Tobias Schwede
Tobias Schwede (Brema, 17 marzo 1994) è un calciatore tedesco, centrocampista svincolato.

## Carriera
Cresciuto nel settore giovanile del Werder Brema, dal 2013 al 2016 ha totalizzato 39 presenze e due reti con la seconda squadra. Nel 2016 si trasferisce al Magdeburgo, con il quale al termine della stagione 2017-2018 vince il campionato di terza divisione. Nel 2018 viene acquistato dal Paderborn, con cui debutta nella seconda divisione tedesca. La stagione successiva si accasa al Wehen Wiesbaden, con il quale gioca per una stagione e mezza tra seconda e terza divisione. Nel gennaio 2021 firma con l'Hansa Rostock, ottenendo la promozione in seconda divisione al termine della stagione.

## Statistiche

### Presenze e reti nei club
Statistiche aggiornate al 7 maggio 2022.
| Stagione               | Squadra                | Campionato             | Campionato | Campionato | Coppe nazionali | Coppe nazionali | Coppe nazionali | Coppe continentali | Coppe continentali | Coppe continentali | Altre coppe | Altre coppe | Altre coppe | Totale | Totale |
| Stagione               | Squadra                | Comp                   | Pres       | Reti       | Comp            | Pres            | Reti            | Comp               | Pres               | Reti               | Comp        | Pres        | Reti        | Pres   | Reti   |
| ---------------------- | ---------------------- | ---------------------- | ---------- | ---------- | --------------- | --------------- | --------------- | ------------------ | ------------------ | ------------------ | ----------- | ----------- | ----------- | ------ | ------ |
| 2013-2014              | Werder Brema II        | RL                     | 24         | 1          |                 | -               | -               |                    | -                  | -                  |             | -           | -           | 24     | 1      |
| 2014-2015              | Werder Brema II        | RL                     | 15         | 1          |                 | -               | -               |                    | -                  | -                  |             | -           | -           | 15     | 1      |
| 2015-2016              | Werder Brema II        | 3L                     | 0          | 0          |                 | -               | -               |                    | -                  | -                  |             | -           | -           | 0      | 0      |
| Totale Werder Brema II | Totale Werder Brema II | Totale Werder Brema II | 39         | 2          |                 | -               | -               |                    | -                  | -                  |             | -           | -           | 39     | 2      |
| 2016-2017              | Magdeburgo             | 3L                     | 34         | 2          | CG              | 1               | 0               |                    | -                  | -                  |             | -           | -           | 35     | 2      |
| 2017-2018              | Magdeburgo             | 3L                     | 26         | 6          | CG              | 1               | 1               |                    | -                  | -                  |             | -           | -           | 27     | 7      |
| Totale Magdeburgo      | Totale Magdeburgo      | Totale Magdeburgo      | 60         | 8          |                 | 2               | 1               |                    | -                  | -                  |             | -           | -           | 62     | 9      |
| 2018-2019              | Paderborn              | 2L                     | 19         | 1          | CG              | 1               | 0               |                    | -                  | -                  |             | -           | -           | 20     | 1      |
| 2019-2020              | Wehen Wiesbaden        | 2L                     | 23         | 0          | CG              | 0               | 0               |                    | -                  | -                  |             | -           | -           | 23     | 0      |
| 2020-gen. 2021         | Wehen Wiesbaden        | 3L                     | 7          | 0          | CG              | 1               | 0               |                    | -                  | -                  |             | -           | -           | 8      | 0      |
| Totale Wehen Wiesbaden | Totale Wehen Wiesbaden | Totale Wehen Wiesbaden | 30         | 0          |                 | 1               | 0               |                    | -                  | -                  |             | -           | -           | 31     | 0      |
| gen.-giu. 2021         | Hansa Rostock          | 3L                     | 11         | 0          | CG              | -               | -               |                    | -                  | -                  |             | -           | -           | 11     | 0      |
| 2021-2022              | Hansa Rostock          | 2L                     | 2          | 0          | CG              | 0               | 0               |                    | -                  | -                  |             | -           | -           | 2      | 0      |
| Totale Hansa Rostock   | Totale Hansa Rostock   | Totale Hansa Rostock   | 13         | 0          |                 | 0               | 0               |                    | -                  | -                  |             | -           | -           | 13     | 0      |
| Totale carriera        | Totale carriera        | Totale carriera        | 161        | 11         |                 | 4               | 1               |                    | -                  | -                  |             | -           | -           | 165    | 12     |

## Palmarès

### Club

#### Competizioni nazionali
- 3. Liga: 1

Magdeburgo: 2017-2018